# 강경산양초등학교
강경산양초등학교는 대한민국 충청남도 논산시에 있는 공립 초등학교이다.

## 학교 연혁
- 1940년 10월 16일 강경욱정공립심상소학교 개교
- 1941년 4월 1일 강경욱정공립국민학교로 개칭
- 1949년 5월 1일 강경산양국민학교로 개칭
- 1969년 3월 1일 강경산양초등학교로 개칭
- 2023년 1월 6일 제81회 졸업장 수여식(총 10,143명)
- 2023년 3월 1일 7학급 편제(특수학급 포함)

## 참고 자료
- 강경산양초등학교 - 한국교육학술정보원 학교알리미